# Wikimedia Sverige
Wikimedija Švedska (šve. Wikimedia Sverige, kratica: WMSE) švedska je neprofitna organizacija koja upravlja brojnim wiki-projektima sa sjedištem u Stockholmu, Švedska. Pravno je nevezana lokalna podružnica Zaklade Wikimedija. Najpoznatiji projekt Wikimedije internetska je enciklopedija Wikipedija koja općenito slovi za jednu od najposjećenijih web-stranica na svijetu. Ostali projekti Wikimedije su Wikizvor, Wikicitat, Wječnik, Wikiknjige, Wikiučilište, Wikivoyage, Wijesti, Wikivrste, Meta-Wiki, Zajednički poslužitelj i Wikidata.

## Povijest
Organizacija je utemeljena 20. listopada 2007. u Stockholmu, a Zaklada Wikimedija ju je odobrila u prosincu iste godine.